# Fuck Me Jesus
Fuck Me Jesus este primul și unicul demo al trupei suedeze de black metal Marduk. Pentru prima data a fost publicat de Gorysound Studios în anul 1991 apoi remasterizat în 1995 de Osmose Productions. În anul 1999 este publicat cu 3 piese bonus.

## Tracklist
1. "Intro/Fuck me Jesus" – 0:38
2. "Departure from the Mortals" – 3:18
3. "The Black..." – 4:04
4. "Within the Abyss" – 3:39
5. "Outro/Shut Up and Suffer" – 0:59
6. "Dark Endless (demo version)" - 3:51*
7. "In Conspiracy with Satan (Bathory cover) - 2:16*
8. "Woman of Dark Desires (Bathory cover) - 4:30*

- Bonus track de la versiunea remasterizată in 1999.*

## Componență
- Andreas "Dread" Axelsson - voce
- Morgan Steinmeyer Håkansson - chitară
- Rikard Kalm - bas
- Joakim Göthberg  - baterie,voce